# Alberto Giacometti, The Final Portrait
Pour les articles homonymes, voir Giacometti.
Pour plus de détails, voir Fiche technique et Distribution.
Alberto Giacometti, The Final Portrait (Final Portrait) est un film britannique réalisé par Stanley Tucci, sorti en 2017. Il s'agit d'un film biographique sur le peintre et sculpteur suisse Alberto Giacometti.

## Synopsis
Paris, 1964. Le célèbre peintre et sculpteur suisse Alberto Giacometti invite son ami James Lord, un écrivain américain, dans son atelier afin de peindre son portrait. Pourtant, Giacometti se montre perfectionniste et le recommence à zéro sans arrêt pour atteindre une certaine perfection artistique. Impatient mais intrigué, son modèle James Lord doit retarder son retour aux États-Unis et accepte de se laisser prendre au jeu. Alors que, au fil des jours, Giacometti tente de créer son ultime chef-d'œuvre, Lord fait connaissance avec son entourage : son frère Diego, sa femme Annette, sa maîtresse Caroline, etc.

## Fiche technique
- Titre original : Final Portrait
- Titre français : Alberto Giacometti, The Final Portrait
- Réalisation et scénario : Stanley Tucci
- Montage : Camilla Toniolo
- Musique : Evan Lurie
- Photographie : Danny Cohen
- Sociétés de production : Olive Productions, Potboiler Productions et Riverstone Pictures
- Sociétés de distribution : Vertigo Releasing et Sony Pictures Classics (USA), Bodega Films (France)
- Pays d'origine : Royaume-Uni
- Genre : biographie
- Durée : 94 minutes
- Dates de sortie :
  -  Angleterre : 18 août 2017
  -  États-Unis : 23 mars 2018
  -  France : 6 juin 2018

## Distribution
- Geoffrey Rush : Alberto Giacometti
- Armie Hammer : James Lord
- Clémence Poésy : Caroline
- Tony Shalhoub : Diego Giacometti
- James Faulkner : Pierre Matisse
- Sylvie Testud : Annette Arm